# Kalendarium historii Bhutanu
Kalendarium historii Bhutanu – uporządkowany chronologicznie, począwszy od czasów najdawniejszych aż do współczesności, wykaz dat i wydarzeń z historii Bhutanu.

## Kalendarium
- VII w. – na terenie Bhutanu pojawiły się pierwsze klasztory buddyjskie[1]
- XI w. – na terenie Bhutanu pojawili się pierwsi Tybetańczycy[1]
- XVII w. – początek państwa Bhutan, władca państwa otrzymywał tytuł dharmaradża nadawany przez tybetańskiego lamę Żabs-drunga Ngag-dhang-rnam-rgjala[1]
- XVIII w. – wędrówki Bhutańczyków na tereny przyległe (Asam, Bengal)[1]
- poł. XVIII w. – Brytyjczycy odkryli Bhutan[2]
- 1772 – początek konfliktu z brytyjską Kompanią Wschodnioindyjską (przyczyną konfliktu była próba opodatkowania Bhutanu przez Kompanię)[1]
- 1777 – zawarto traktat pokojowy pomiędzy Bhutańczykami a brytyjską Kompanią Wschodnioindyjską[1]
- 1830 – wybuch wojny brytyjsko-bhutańskiej[2]
- 1846 – koniec wojny brytyjsko-bhutańskiej: Bhutan stracił część ziem na południu, otrzymując za to comiesięczną rekompensatę[2]
- 1863 – wybuch konfliktu granicznego z Wielką Brytanią[3]
- 1865 – koniec konfliktu pomiędzy Wielką Brytanią a Bhutanem; Wielka Brytania wydzierżawiła 18 dolin górskich będących ważnymi szlakami handlowymi pomiędzy Asamem a Bengalem[1][3]
- grudzień 1907 – koniec systemu dharmaradża, władzę przejął zarządca prowincji Tongsa – Ugjän Wangcz‘uk, który ogłosił się królem[2][1]
- 1910 – Bhutan zgodził się na przejęcie przez Brytyjczyków jego polityki zagranicznej[1]
- 1926 – królem został Dżigme Wangcz‘uk
- 1949 – Indie przejęły zwierzchność nad sprawami zagranicznymi Bhutanu[3]
- 1951 – Bhutan rozpoczął udzielanie azylu Tybetańczykom[1]
- 1952 – władzę objął król Dżigme Dordże Wangcz‘uk[1]
- 1953 – powołano Zgromadzenie Narodowe[1]
- 1959 – Bhutan przyznał 4000 Tybetańczyków azyl polityczny[3]
- 1965 – powołano Radę Królewską[1]
- 1968 – Bhutan stał się monarchią konstytucyjną, powołano pierwszy gabinet rządowy[3]
- 1971 – Bhutan został przyjęty do ONZ[1]
- 1974 – królem został Dżigme Singye Wangcz‘uk
- 1979 – Bhutan odrzucił zwierzchność Indii nad sprawami zagranicznymi[1]
- 1979 – Bhutan wezwał Tybetańczyków do przyjęcia obywatelstwa lub opuszczenia kraju. Większość Tybetańczyków przyjęła obywatelstwo[3]
- 1983 – ustanowiono połączenie komunikacyjne z Bangladeszem i Nepalem[1]
- 1983 – Bhutan został przyjęty do Południowoazjatyckiego Stowarzyszenia Współpracy Regionalnej[3]
- 1985 – wprowadzono prawo zapewniające Tybetańczykom zamieszkałym od 1958 uzyskanie obywatelstwa[1]
- 1988 – wprowadzono „kodeks postępowania” zakazujący kultywowania nepalskich obyczajów[3]
- 1989 – powstało Ludowe Forum na rzecz Praw Człowieka[3]
- 1989 – rozpoczęto deportację setek tysięcy osób niebędących Bhutańczykami[3]
- 1990 – wybuchły protesty prodemokratyczne, które krwawo stłumiono[3]
- lata 90. – demarkacja granicy z Indiami[1]
- 1991–1997 – rozruchy antyrządowe imigrantów nepalskich domagających się równorzędnej roli w państwie[1]
- 1992 – w Katmandu powstała Narodowa Demokratyczna Partia Bhutanu (BPPP)[1]
- lipiec 1998 – przeprowadzono demokratyzację Bhutanu[3]
- 1999 – powstała pierwsza stacja telewizyjna[3]
- 2002 – Bhutan uczestniczył w szczycie państw płd. Azji w Katmandu[3]
- 2005 – doszło do incydentów zbrojnych z Chińską Republiką Ludową[1]
- grudzień 2006 – abdykował Dżigme Senge Wangcz‘uk, władzę objął jego syn Dżigme Kesara Namgyala Wangcz‘uk[1]
- 2007–2008 – przeprowadzono reformę ustrojową Bhutanu[1]
- marzec 2008 – przeprowadzono wybory parlamentarne, BPPP uzyskał 44 z 47 miejsc w izbie niższej. Premierem został Dżigme Joser Thinley[1]